# Jannie de Groot
Adriana Elisabeth de Groot, més coneguda com a Jannie de Groot   (Amsterdam, 4 de gener de 1930 - Amsterdam, 27 de juliol de 2011), va ser una nedadora neerlandesa que va competir durant la dècada de 1940. Era germana del ciclista Daan de Groot.
El 1948 va prendre part en els Jocs Olímpics de Londres, on va quedar cinquena en la competició dels 200 metres braça del programa de natació. En el seu palmarès destaquen dues medalles de bronze en els 200 metres braça del Campionat d'Europa de natació de 1947 i 1950. El 1947 i el 1950 va guanyar el campionat nacional dels 200 metres braça. Es va retirar poc després.